# Roman Sołtyk

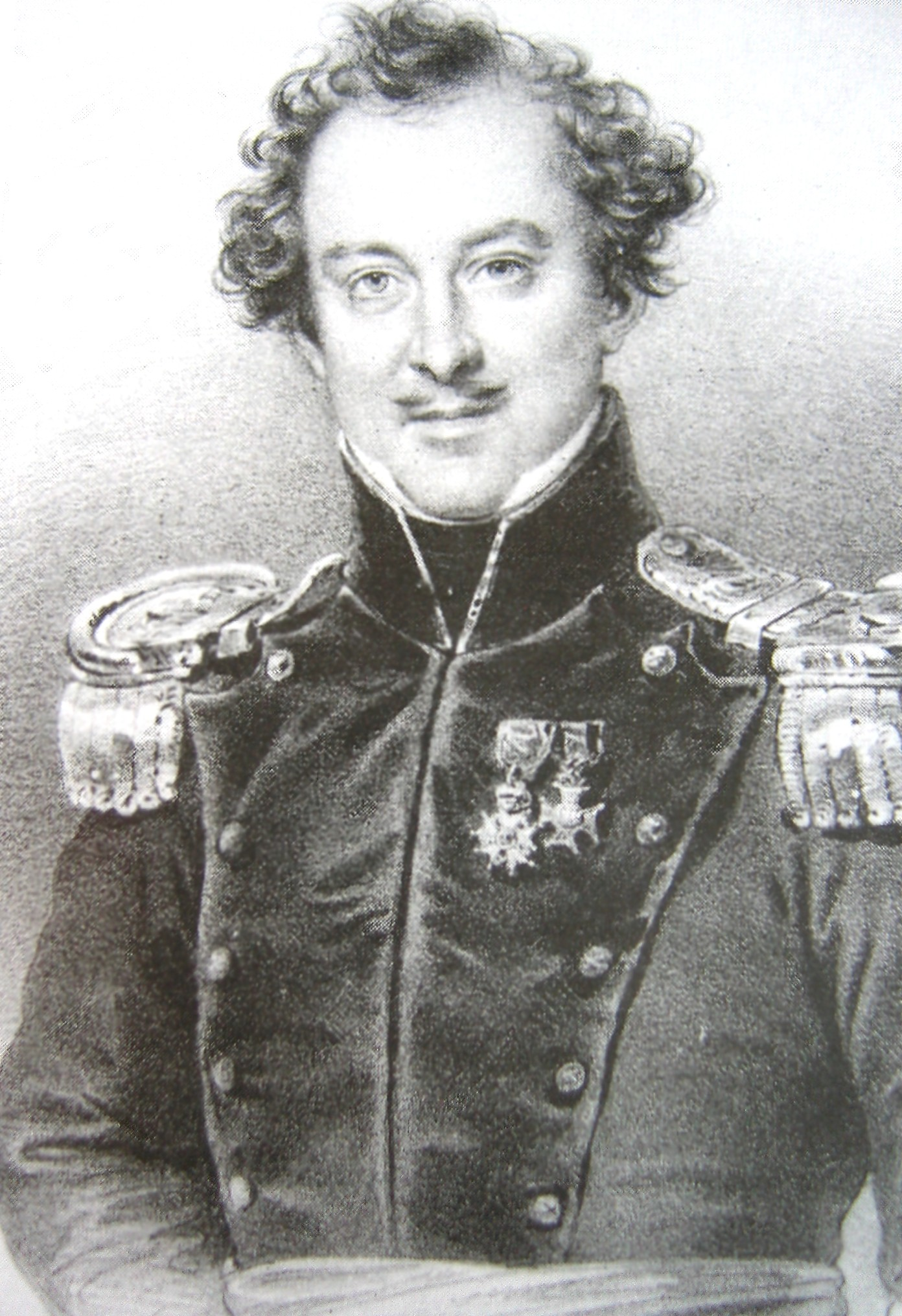
Roman Sołtyk.

Roman Sołtyk, född 1790 eller 1791 i Warszawa, död 24 oktober 1843 i Saint-Germain-en-Laye, var en polsk general. Han var brorsons son till Kajetan Sołtyk.
Sołtyk tjänstgjorde 1812 i franska generalstaben och utmärkte sig i slaget vid Leipzig (1813), där han togs till fånga. Efter fredsslutet måste han för delaktighet i hemliga sällskap fly till Dresden, varifrån han utlämnades till myndigheterna i Warszawa, som dock försatte honom på fri fot. 
Under novemberupproret 1830 försvarade Sołtyk Warszawa till det yttersta, men begav sig sedan till Frankrike. Där författade han La Pologne, précis historique, politique et militaire de la révolution du 29 Novembre (1833), Napoléon en 1812 (1836) och Relation des opérations de l'armée aux ordres du prince Poniatowski pendant la campagne de 1809 en Pologne (1841).